# Hukvaldy
Hukvaldy (deutsch Hochwald) befindet sich linksseitig der Ondřejnice im Okres Frýdek-Místek (Mähren) im Norden der Mährisch-Schlesischen Beskiden in Tschechien.

## Geschichte
Der Ort wurde 1566 vom Olmützer Bischof Wilhelm Prusinovský gegründet, der das Land vom Kaiser Maximilian II. erhielt. Zum Ort gehört ein großes Wildgehege (tschechisch: Obora) und seit 1858 auch ein Gestüt.

## Gemeindegliederung
Die Gemeinde Hukvaldy besteht aus den Ortsteilen Dolní Sklenov (Unter Gläsersdorf), Horní Sklenov (Ober Gläsersdorf), Hukvaldy (Hochwald) und Rychaltice (Bartelsdorf).

## Sehenswürdigkeiten

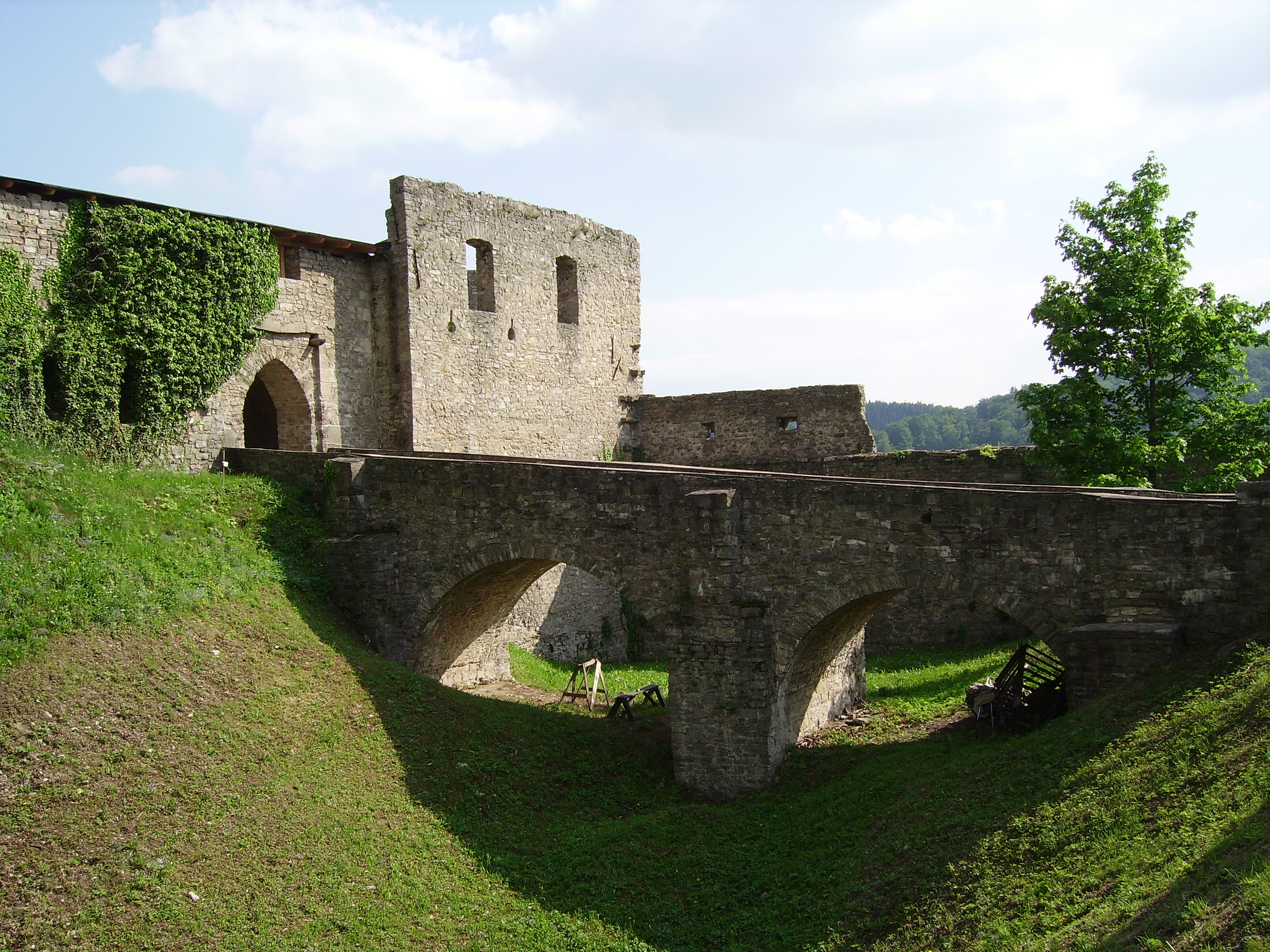
Burgruine
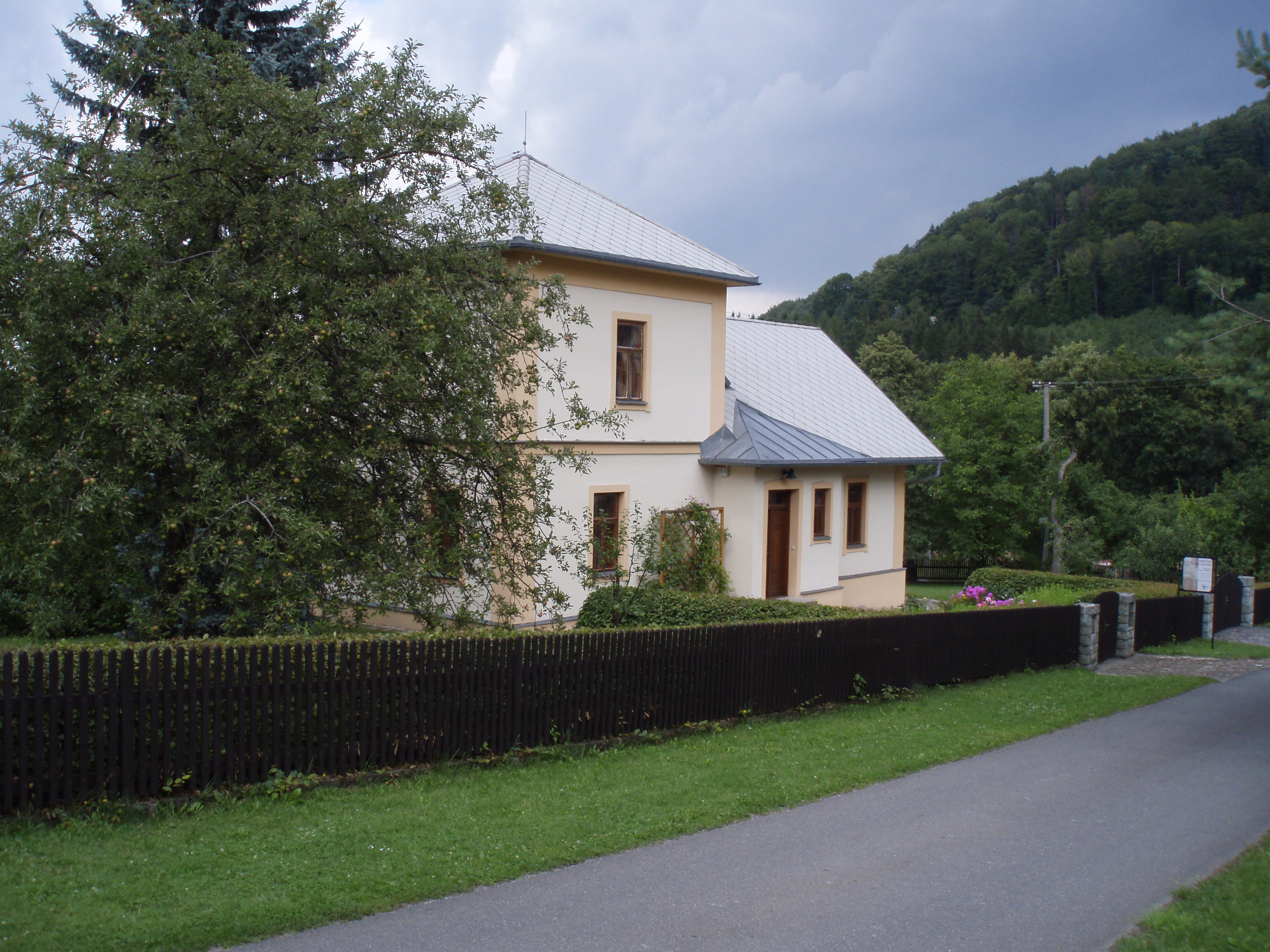
Janáček-Haus
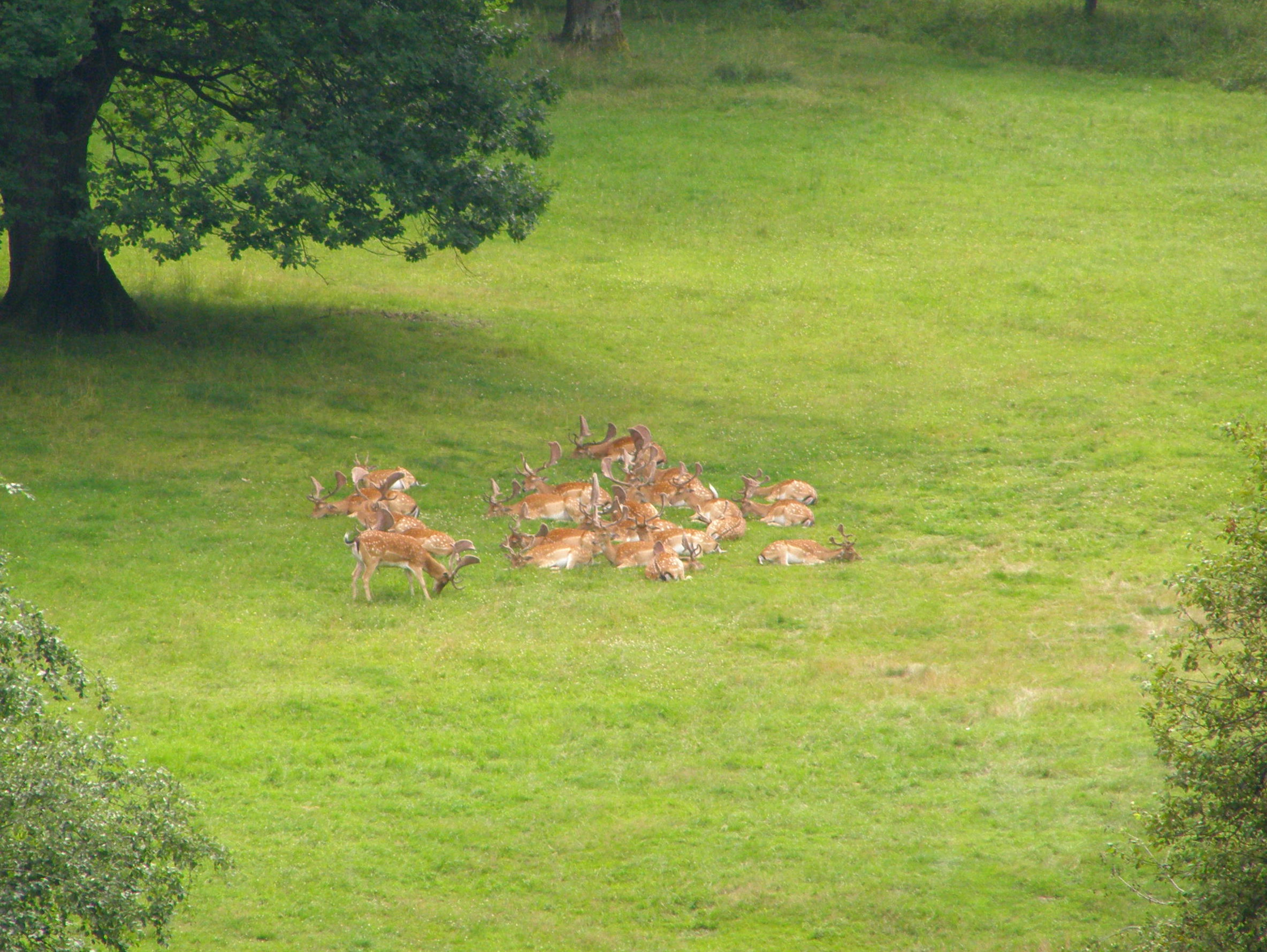
Damwild im Gehege

- Burgruine Hukvaldy, eine der größten in Mähren
- Kleine Rotunde in Dolní Sklenov, einst ein Untertanen-Dorf der Burg Hukvaldy.
- Kirche in Rychaltice

## Persönlichkeiten
- Pavel Josef Vejvanovský (* um 1633 in Hukvaldy - † 24. Juni 1693 in Kremsier (Kroměříž)), mährischer Komponist, Barocktrompeter und Chorleiter
- Alois Smolka (1853–1928), Chemiker und Lehrer
- Leoš Janáček (1854–1928),  Komponist
- Jan Václav Sládek (* 21. Februar 1909), Maler und Graphiker
- Antonín Kroča (* 20. Oktober 1947), Maler